# 사쿠라장의 애완 그녀
《사쿠라장의 애완 그녀》(さくら荘のペットな彼女 사쿠라소노 펫토나 카노죠[*])는 일본의 작가 카모시다 하지메가 쓰고 미조구치 케이지가 삽화를 담당한 라이트 노벨로, 전격 문고(아스키 미디어 웍스)에서 발매되고 있다. 대한민국에서는 디앤씨미디어의 L 노벨로 발매되고 있다.

## 줄거리
스이메이 예술 대학 부속 고등학교 (통칭 스이고) 학생인 칸다 소라타는 고등학교 1학년 여름에 기숙사에서 고양이를 기르고 있었던 것이 발각되어 교장에게 호출되고, 고양이를 버리거나 기숙사를 나가라는 선택을 강요받았다. 나이에 맞게 세상에 대한 반항이라는 것을 해보고 싶었던 소라타는 고양이를 데리고 기숙사에서 쫓겨나 악명 높은 문제아들의 기숙사 "사쿠라장"으로 이동하게 된다. 그 비일상적인 일상속에서 시간이 흘러 봄이 되자 세계적인 명성을 지닌 천재 화가 시이나 마시로가 영국에서 일본으로 만화를 그리기 위해 유학을 와 스이고에 편입한 후, 사쿠라장에 들어오게 된다. 겉으로만 보면 그저 굉장한 미소녀인 마시로는 일순간 소라타의 마음속 안식처가 될 뻔 하지만, 그림을 그리는것 외에는 상식이 없다는 것을 알게 된 이후로는 '마시로 당번'을 도맡게 된다.

## 등장 인물
- 칸다 소라타 (cv : 마츠오카 요시츠구)
- 시이나 마시로 (cv : 카야노 아이)
- 아오야마 나나미 (cv : 나카츠 마리)
- 카미이구사 미사키 → 미타카 미사키 (cv : 타카모리 나츠미)
- 미타카 진 (cv : 사쿠라이 타카히로)
- 아카사카 류노스케 (cv : 호리에 유이)
- 센고쿠 치히로 (cv : 토요구치 메구미)
- 리타 에인즈워스 (cv : 카와스미 아야코)
- 하세 칸나
- 히메미야 이오리
- 히메미야 사오리(하우하우)
- 타테바야시 소이치로

## 단행본 목록

### 소설
전격문고(아스키 미디어 발행), 전 13권.
| 제목 | 제목                      | 초판 발행일      | ISBN                   |
| ---- | ------------------------- | ---------------- | ---------------------- |
| 1    | 사쿠라장의 애완 그녀      | 2010년 1월 10일  | ISBN 978-4-04-868280-0 |
| 2    | 사쿠라장의 애완 그녀 2    | 2010년 4월 10일  | ISBN 978-4-04-868463-7 |
| 3    | 사쿠라장의 애완 그녀 3    | 2010년 8월 10일  | ISBN 978-4-04-868765-2 |
| 4    | 사쿠라장의 애완 그녀 4    | 2010년 12월 10일 | ISBN 978-4-04-870123-5 |
| 5    | 사쿠라장의 애완 그녀 5    | 2011년 5월 10일  | ISBN 978-4-04-870416-8 |
| 6    | 사쿠라장의 애완 그녀 5.5  | 2011년 9월 10일  | ISBN 978-4-04-870749-7 |
| 7    | 사쿠라장의 애완 그녀 6    | 2011년 12월 10일 | ISBN 978-4-04-886140-3 |
| 8    | 사쿠라장의 애완 그녀 7    | 2012년 4월 10일  | ISBN 978-4-04-886543-2 |
| 9    | 사쿠라장의 애완 그녀 7.5  | 2012년 8월 10일  | ISBN 978-4-04-886801-3 |
| 10   | 사쿠라장의 애완 그녀 8    | 2012년 10월 10일 | ISBN 978-4-04-886986-7 |
| 11   | 사쿠라장의 애완 그녀 9    | 2013년 3월 9일   | ISBN 978-4-04-891471-0 |
| 12   | 사쿠라장의 애완 그녀 10   | 2013년 7월 10일  | ISBN 978-4-04-891794-0 |
| 13   | 사쿠라장의 애완 그녀 10.5 | 2014년 3월 8일   | ISBN 978-4-04-866412-7 |

### 만화
《전격 G's 매거진》에서 2011년 4월호부터 연재를 시작하였다. 후에 《전격 G's 코믹》로 방송, Vol.14까지 연재되었다. 전 8권. 작화는 쿠사노 호키이다.
| 제목 | 제목                     | 초판 발행일      | ISBN                   |
| ---- | ------------------------ | ---------------- | ---------------------- |
| 1    | 사쿠라장의 애완 그녀 (1) | 2011년 10월 27일 | ISBN 978-4-04-870986-6 |
| 2    | 사쿠라장의 애완 그녀 (2) | 2012년 5월 26일  | ISBN 978-4-04-886508-1 |
| 3    | 사쿠라장의 애완 그녀 (3) | 2012년 10월 27일 | ISBN 978-4-04-891026-2 |
| 4    | 사쿠라장의 애완 그녀 (4) | 2013년 3월 27일  | ISBN 978-4-04-891460-4 |
| 5    | 사쿠라장의 애완 그녀 (5) | 2013년 9월 27일  | ISBN 978-4-04-891921-0 |
| 6    | 사쿠라장의 애완 그녀 (6) | 2014년 3월 27일  | ISBN 978-4-04-866387-8 |
| 7    | 사쿠라장의 애완 그녀 (7) | 2014년 10월 27일 | ISBN 978-4-04-866941-2 |
| 8    | 사쿠라장의 애완 그녀 (8) | 2015년 6월 27일  | ISBN 978-4-04-865083-0 |

## 드라마 CD
공식 사이트 공개와 함께 발표되었다. 2012년 6월 28일 발매. 성우는 위의 등장 인물을 참조하면된다.

## 텔레비전 애니메이션
2012년 10월부터 2013년 3월까지 MBS, TOKYO MX, tvk,
TV 아이치, 애니맥스에서 방송되었다. 전 24화. MBS와 애니맥스가 공동으로 제작위원회에 참가했으나, MBS만 모바일 사이트에서 명장면 투표를 실시했다.

## WEB 라디오
《사쿠라장의 애완 라디오》라는 제목으로 2012년 9월 29일부터 2013년 3월 23일까지 초!A&G+에서 방송되었으며, 애니메이트 TV에서도 10월 6일까지 방송되었다. 방송 요일은 매주 토요일이다.

## 게임
- 사쿠라장의 애완 그녀 (2013년 2월 14일 발매)
- 요메코레 (스마트폰 앱 게임)
- 전격문고 FIGHTING CLIMAX (2014년 3월 18일 출시)
- PSP, PS Vita 게임에서는 오리지널 캐릭터 두명이 추가로 등장한다.[깨진 링크(과거 내용 찾기)]

## 논란
애니메이션판에서 삼계탕이 나와 논란이 일고 있다. 애니메이션 6화에서 아오야마 나나미가 감기로 쓰러지자 사쿠라장 거주자들이 나나미를 간호하던 중, 미타카 진이 삼계탕을 끓여 칸다 소라타에게 삼계탕을 나나미한테 주라고 건넸으며 진이 삼계탕에 대한 언급이 문제가 되면서, 넷우익들은 분노하였고 오카다 마리의 트위터를 테러하였다. 하지만 원작에서는 삼계탕이 아닌 죽이라고 묘사되어 있었다.
또, 2012년 코믹 마켓에서는 삼계장의 김치 그녀(サムゲ荘のキムチな彼女)라는 동인지가 나오기도 했다. 심지어는 강남스타일로 화제가 된 싸이를 한국인 패거리의 두목으로 설정하는 가 하면, 등장인물을 폭행하거나 묶어놓고 김치와 삼계탕을 억지로 먹이는 고문 묘사가 나오기도 했다. 이를 두고한 극우 성향의 동인지 작가는 "싸이를 우두머리로 한 한국인 패거리들이 악당으로 나오는 작품을 발표한다"라고 천명한 바 있으며 일부 매체에서도 보도되기도 했다.
일본 네티즌들은 이에 대해 "내용이 저급하고 명예훼손의 여지가 있다"며 반감을 샀고, 국내 네티즌들도 이 동인지를 비판하였다.